# 토머스 F. 윌슨
토머스 F. 윌슨(Thomas F. Wilson, 1959년 4월 15일 ~ )은 미국의 배우이다.

## 출연 작품
- 백 투 더 퓨처